# Asha Hedayati
Asha Hedayati (persisch آشا هدایتی; * 1984 in Teheran) ist eine deutsche Rechtsanwältin für Familienrecht und Autorin.

## Leben
Hedayati studierte an der Humboldt-Universität Berlin Rechtswissenschaft und arbeitet seit 2013 als Rechtsanwältin im Familienrecht. Dabei vertritt sie vor allem von Gewalt betroffene Frauen in Trennungs-, Scheidungs-, und Gewaltschutzverfahren sowie Männer und Frauen in einvernehmlichen Scheidungsverfahren. Außerdem bildet sie Sozialarbeiter von Frauenhäusern und Frauenberatungsstellen aus. An der Alice-Salomon-Hochschule Berlin unterrichtet sie als Gastdozentin Familienrecht sowie Kinder- und Jugendhilferecht.

## Positionen und Rezeption
Hedayati thematisiert öffentlich vor allem die Themen häusliche Gewalt und Gewalt gegen Frauen. Ziel ihrer Arbeit ist es, Ungerechtigkeiten beim staatlichen Umgang mit Opfern häuslicher Gewalt und strukturelle Problematiken aufzuzeigen. Sie berichtet unter anderem von Fällen, in denen Behörden und Polizei weiblichen Gewaltopfern die Schuld an Partnerschaftsgewalt geben und Gerichte unzureichend in Bezug auf häusliche Gewalt fortgebildet sind.

## Publikationen
- Die Stille Gewalt. Wie der Staat Frauen alleinlässt. Rowohlt, Hamburg 2023, ISBN 978-3-499-01032-3.[8]
- Unlearn Recht. in: Emilia Roig, Alexandra Zykunov, Silvie Horch (Hrsg.): Unlearn Patriarchy 2. Ullstein Verlag, Berlin 2024, ISBN 978-3-550-20277-3, S. 119–138.[9]